# Shaheying (sockenhuvudort i Kina, Liaoning Sheng, lat 40,83, long 120,76)
Shaheying (kinesiska: 沙河营, 沙河营乡) är en sockenhuvudort i Kina. Den ligger i provinsen Liaoning, i den nordöstra delen av landet, omkring 250 kilometer sydväst om provinshuvudstaden Shenyang. Antalet invånare är 19 332. Befolkningen består av 9 371 kvinnor och 9 961 män. Barn under 15 år utgör 13,0 %, vuxna 15-64 år 75 %, och äldre över 65 år 10,0 %.
Runt Shaheying är det tätbefolkat, med 369 invånare per kvadratkilometer. Närmaste större samhälle är Lianshan, 10,1 km sydost om Shaheying. Runt Shaheying är det i huvudsak tätbebyggt.
Genomsnittlig årsnederbörd är 723 millimeter. Den regnigaste månaden är juli, med i genomsnitt 177 mm nederbörd, och den torraste är februari, med 4 mm nederbörd.